# Inazuma Eleven: Saikyō Gundan Ōga Shūrai
Inazuma Eleven: Saikyō Gundan Ōga Shūrai (イナズマイレブン 最強軍団オーガ襲来) ou Brasil: Super Onze O Filme: A Força Final, A Equipe Ogro Ataca  é um filme japonês de anime de 2010. É o primeiro filme baseado na série de mangá e anime Super Onze. No Japão, o filme foi exibido nos cinemas em 2D e 3D, em 23 de dezembro de 2010. No Brasil o filme foi transmitido através de streaming pela Vivo Play 

## Enredo
O filme começa com os primeiros anos de Endou Mamoru na equipa Raimon, mostrando o que aconteceu durante o Futebol Fronteira na primeira metade do filme, no entanto eles acabam recebendo uma correspondência da equipe Ogro. Com a maioria dos membros feridos, eles quase perderam a esperança, até que Kanon, o neto de Endou Mamoru, se apresenta, com seus outros amigos (Fubuki, Toramaru, Hiroto, Tobitaka, e Fidio). Com sua resistência, e depois de um grande jogo, eles são capazes de derrotar a Equipe Ogro.

## Retórica
O filme e o jogo tem uma diferença, porque no jogo contra Baddap, a Equipe Ogro ataca o Inazuma Japão, mas no filme a equipa Ogro ataca Raimon.
Nele é visto Ogro derrotando Zeus com uma pontuação colossal de 36-0, enquanto que no jogo Ogro derrota Rose Griffon com a mesma pontuação.
Se desconhece como Endou aprende a Majin The Hand (Mão Demôniaca na dublagem brasileira), porque no anime ele aprende a mão demoníaca na partida de Raimon contra Zeus, onde antes eles treinaram para a execução da técnica, que no filme não foi mostrado. Endou usou o Hissatsu para defender a técnica Lança da Morte. É possível que ele possa ter aprendido antes, assim como no primeiro jogo. (No primeiro jogo, Endou aprende a mão demoníaca antes do jogo contra Segokuigajima).
Quando os jogadores da Raimon (juntamente com Fideo, Toramaru, Tobitaka, Hiroto e Fubuki) utiliza o Hissatsu para marcar um golo (como o Tiger Drive de Toramaru, com o Maximum Fire de Gouenji), é chamado de Chain Shoot.
Fubuki e Toramaru utilizam números que são diferentes de quando eles jogaram com Raimon e o Inazuma Japão. (No filme, Fubuki era 11 e Toramaru 9; no Raimon e Inazuma Japão (não no filme), Fubuki usa 9 e Toramaru é 11).